# Levie
Levie (korsisch Livia) ist eine französische Gemeinde auf der Mittelmeerinsel Korsika. Sie gehört zum Arrondissement Sartène im Département Corse-du-Sud. Sie grenzt, im Norden an Serra-di-Scopamène, im Osten an San-Gavino-di-Carbini, Carbini und Porto-Vecchio, im Süden an Sotta, Figari, Monacia-d’Aullène und Pianottoli-Caldarello sowie im Westen an Foce, Sainte-Lucie-de-Tallano, Mela, Altagène und Zoza.
Der Kern der Siedlung liegt auf 660 Metern über dem Meeresspiegel. Die Bewohner nennen sich Lévianais.
In Levie befinden sich die Statuenmenhire von Capula und Aravina.

## Bevölkerungsentwicklung
| Jahr      | 1962 | 1968 | 1975 | 1982 | 1990 | 1999 | 2008 | 2019 |
| Einwohner | 1118 | 1002 | 912  | 752  | 781  | 696  | 757  | 669  |

|  |  |  |